# Hamdi Nouh
Hamdi Nouh (ar. حمدى نوح; ur. 23 lutego 1955 w Al-Dżamalijji) – egipski piłkarz grający na pozycji napastnika. W swojej karierze grał w reprezentacji Egiptu.

## Kariera klubowa
Swoją karierę piłkarską Nouh rozpoczął w klubie Shubra El-Kheima SC, w którym zadebiutował w 1971 roku. Grał w nim do 1978 roku. W 1978 roku przeszedł do El Mokawloon SC. W sezonie 1982/1983 wywalczył z nim mistrzostwo Egiptu. W latach 1983–1989 występował w Ismaily SC, w którym zakończył swoją karierę.

## Kariera reprezentacyjna
W reprezentacji Egiptu Nouh zadebiutował w 1978 roku. W 1984 roku był w kadrze Egiptu na Puchar Narodów Afryki 1984. Zagrał w nim w dwóch meczach: grupowym z Togo (0:0) i o 3. miejsce z Algierią (1:3). Z Egiptem zajął 4. miejsce. W kadrze narodowej grał do 1984 roku.